# Thai Rak Thai
Le Thai Rak Thai (officiellement abrégé TRT ; thaï : ไทยรักไทย, abrégé ทรท.) est un parti politique thaïlandais classé au centre droit de l'échiquier politique et ayant existé entre 1998 et 2007.
Fondé en 1998 par, entre autres, le député et homme d'affaires Thaksin Shinawatra, le parti remporte les élections législatives de 2001 de par son programme populiste, avec une large majorité de voix et de sièges. Lorsque Thaksin Shinawatra accède au pouvoir, la Nouvelle aspiration de Chawalit Yongchaiyut et le Développement national de Korn Thappharangsi se plient pour fusionner avec le TRT, respectivement en 2002 et en 2004. Dès le départ, la Nation thaïe est également partie prenante de la coalition gouvernementale. En 2005, le TRT obtient la majorité absolue des sièges (376 sur 500), ce qui lui permet de former un gouvernement à parti unique, une première dans l'histoire du pays.
En 2006, le parti est durement fragilisé par les affaires de Thaksin Shinawatra mais aussi à la suite des élections législatives de la même année, anticipées mais invalidées par la Cour constitutionnelle thaïlandaise. Le coup d'État de septembre 2006 entraîne la démission de plusieurs cadres et membres exécutifs, dont Thaksin Shinawatra qui démissionne le 2 octobre 2006.
Le parti est ensuite dissous le 30 mai 2007 sur décision de la Cour constitutionnelle,, et interdit de politique 111 membres du parti.

## Résultats électoraux

### Élections législatives
| Année | Tête de liste      | Voix       | %     | Sièges    | Rang | Statut                                   | Gouvernement     |
| ----- | ------------------ | ---------- | ----- | --------- | ---- | ---------------------------------------- | ---------------- |
| 2001  | Thaksin Shinawatra | 11 634 495 | 40,64 | 248 / 500 | 1er  | Majorité (majorité absolue en coalition) | Shinawatra I     |
| 2005  | Thaksin Shinawatra | 18 993 073 | 61,17 | 377 / 500 | 1er  | Majorité absolue                         | Shinawatra II    |
| 2006  | Thaksin Shinawatra | 1 624 636  | 59,9  | 460 / 500 | 1er  | Majorité absolue                         | Élection annulée |